# Ascanio Condivi
Ascanio Condivi (Ripatransone, 1525 – Ripatransone, 10 dicembre 1574) è stato un pittore, scultore e scrittore italiano.

## Biografia

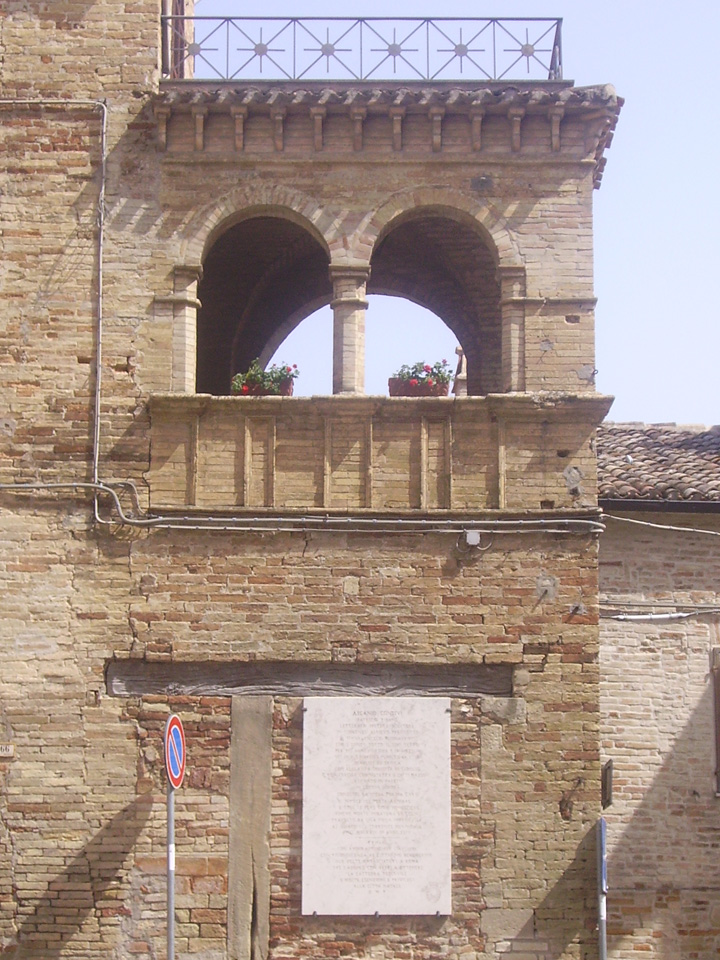
La casa di Ascanio Condivi

Figlio di Latino Condivi e di Vitangela de' Ricci, Ascanio era un membro dell'ordine patrizio di Ripatransone, nelle Marche. Intorno al 1545 si trasferì a Roma, dove conobbe Michelangelo Buonarroti e ne diventò amico e allievo. Nonostante l'impegno profuso nella pittura, non ottenne che mediocri risultati; si dedicò quindi alla stesura della Vita di Michelagnolo Buonarroti, la biografia del grande artista rinascimentale per cui Condivi è conosciuto principalmente. L'opera fu data alle stampe nel 1553 e fu dedicata a papa Giulio III.
Dopo la morte di Michelangelo (1564) tornò nella città natale, dove sposò Porzia, figlia di Giovanni e nipote del poeta Annibal Caro. Un anno dopo (1565) fu eletto membro dell'Accademia fiorentina a titolo di riconoscimento per la sua opera biografica. Nel frattempo continuò a coltivare la pittura, con una predilezione per i soggetti religiosi. A Ripatransone Condivi si incaricò di funzioni pubbliche. Il 12 novembre 1574 fu a Macerata, ambasciatore della propria città, alla quale aveva ottenuto la dignità di sede vescovile nel 1571.
Il 10 dicembre dello stesso anno morì, non ancora cinquantenne, per un incidente insolito: fu infatti travolto da un'improvvisa piena della Menocchia nell'atto di guardare il piccolo torrente piceno.

## Opere

### Pittura e scultura
Come artista figurativo Condivi è considerato un minore. Uno dei suoi dipinti (Sacra Famiglia e altre figure), incompiuto, si trova in Casa Buonarroti a Firenze. La composizione è interamente debitrice di uno schizzo dello stesso Michelangelo, noto come l'Epifania (il titolo è erroneo) e conservato al British Museum di Londra.
Altre opere sono andate perdute. Esiste testimonianza di dipinti realizzati per lo Spedale di Ripatransone e per committenti privati, e di un busto bronzeo di Silla creato a Roma nel 1551 per il gentiluomo fiorentino Lorenzo Ridolfi.

### Letteratura
|  | Per approfondire, leggi il testo Vita di Michelagnolo Buonarroti. |

La Vita di Michelagnolo Buonarroti fu un resoconto autorizzato dallo stesso grande scultore.
L'opera era in parte intesa come un rigetto delle voci ostili all'artista, particolarmente sulla sua arroganza, avarizia, invidia e riluttanza ad accogliere allievi. Servì inoltre a correggere le inesattezze della biografia elogiativa della prima edizione delle Vite de' più eccellenti pittori, scultori e architettori di Vasari (1550), in seguito largamente revisionata dallo stesso autore sulla scia dell'opera condiviana.
La Vita nega l'indebitamento di Michelangelo verso altri artisti e rivendica che egli fosse autodidatta (in realtà fu discepolo del Ghirlandaio). Insiste inoltre sulla sua presunta discendenza dai conti di Canossa, anche se questa convinzione di Michelangelo era del tutto infondata.